# كيري باسكوم
كيري باسكوم (من مواليد 3 مارس 1969) هي لاعبة أمريكية متقاعدة. لعبت بمركز المهاجمة وخط وسط لفريق هاسكيز بجامعه كونيتيكت (UConn) من عام 1987 إلى عام 1991، وسجلت 2177 نقطة، وهو رقم قياسي حتى كسر في عام 1998 بواسطة نيكشا. ساعدت في قيادة فريق كونيتيكت إلى أول بطولة للموسم العادي مؤتمر الشرق الكبير (1989)، وأول بطولة الشرق الكبير (1989)، وأول ظهور في بطولة الرابطة الوطنية لرياضة الجامعات الدرجة الأولى (1989)، وأول فوز ببطولة الرابطة الوطنية لرياضة الجامعات الدرجة الأولى (1990)، وأول ظهور على الإطلاق في الرابطة الوطنية لرياضة الجامعات الدرجة الأولى مراكز الأربعة الأخيرة (1991). كيرى باسكوم هي أول لاعبة من فريق هاسكيز عينت في فريق كل أمريكا الوطني. واصلت اللعب مع فريق الألعاب الجامعية العالمية الحائز على الميدالية الذهبية في عام 1991.

## المدرسة الثانوية
التحقت كيري باسكوم بمدرسة إيبينج الثانوية في إبينغ (نيوهامشير)، حيث ضم فصل تخرجها 44 طالبًا فقط. يُسمح للمدارس في نيو هامبشاير في قسم المدارس الصغيرة بإضافة طلاب المدارس المتوسطة إلى قوائمهم وبالتالي تمكنت كيري من الانضمام إلى فريق المبتدئين باعتباره طالبًا في الصف الثامن. سجلت 25 نقطة في مباراتها الأولى وبلغ متوسطها 30 نقطة في المباراة الواحدة مع فريق الناشئين، لذلك إضيفت إلى فريق الجامعة (بعد منح الإعفاء). وسجلت 12 نقطة في أربع دقائق في أول مباراة لها.
خلال سنتها الثانية، فاز فريقها ببطولة كرة السلة من الفئة ص (الصغيرة)، وخلال سنتها الأولى والثانية، احتل فريقها المركز الثاني في بطولة الفئة م (المتوسطة). أنهى كيري دراسته الثانوية كأفضل هدافي إيبينج على الإطلاق.

## اتحاد الرياضيين الهواة
كان لدى باسكوم صديق من مدرسة منافسة اتصل بها ودعاها للتجربة مع فريق اتحاد الرياضيين الهواة (AAU) في ماساتشوستس نظرًا لعدم وجود أي فريق في منطقة نيو هامبشاير. كانت باسكوم وصديقتها من بين 12 عضوًا في الفريق الذين ينحدرون جميعًا من نيو هامبشاير. سافروا إلى ماساتشوستس في نهاية كل أسبوع من ذلك العام، وفي العام التالي أنشأوا فريق جامعة العين في نيو هامبشاير. انتهى هذا الفريق باللعب معًا لمدة خمس سنوات تقريبًا. من بين اللاعبين الـ 12، ذهب 11 منهم للعب في كليات القسم الأول.

## الكلية
كانت والدة باسكوم مريضة جدًا بسبب مرض التصلب المتعدد، لذا أرادت باسكوم البقاء بالقرب من المنزل. قامت بتضييق نطاق اختيارها للكلية إلى فريق هاسكيز، كلية بوسطن، جامعة سيراكيوز، جامعة روتجرز وجامعة بوسطن. اختارت فريق هاسكيز، التي كانت تبعد ساعتين ونصف. كان باسكوم أول مجند ممتاز للمدرب جينو أوريما. كانت سنتها الأولى صعبة حيث عينت العديد من الطلاب الكبار من قبل المدرب السابق. كانت زميلتها في الغرفة الجديدة من كبار السن، والتي كانت أحيانًا تمنعها من الخروج من غرفتها.
عندما اعتادت باسكوم أن تخبر الناس بأنها ذاهبة إلى جامعة كاليفورنيا، اعتقد البعض أنها تقصد فريق هاسكيز كما هو الحال في الأراضي الكندية المتجمدة بدلاً من جامعة كونيتيكت، لأن المدرسة لم تكن معروفة جيدًا في ذلك الوقت. كل هذا من شأنه أن يتغير. خلال الفترة التي قضتها في فريق هاسكيز، كان للفريق الكثير من الإنجازات الأولى في الجامعة. فاز فريق هيسكويس بأول لقب الشرق الكبير للموسم العادي (السنة الثانية). لقد فازوا أيضًا بأول بطولة لهم في بطولة الشرق الكبير في سنتها الأخيرة، ذهب الفريق إلى أول رحلة له في الرابطة الوطنية لرياضة الجامعات الدرجة الأولى مراكز الأربعة الأخيرة . كما هو الحال في إيبينج، أنهت باسكوم مسيرتها كأفضل هدافي النقاط برصيد 2177 نقطة. في عام 1998، حطمت نيكشا الرقم القياسي من خلال ركلة ركنية مثيرة للجدل في بداية المباراة بعد تعرضها لإصابة في نهاية الموسم. تخرج باسكوم بدرجة درجة البكالوريوس في علم الاجتماع من جامعة كاليفورنيا.
ارتدت باسكوم التي يبلغ طولها 6 أقدام و1.85 م الرقم 24 كرقم موحد لها. عندما كانت نيكشا تفكر في حضور فريق هاسكيز، طلبت الرقم 42؛ كانت نيكشا ترتدي الرقم 24 في المدرسة الثانوية، ولكن احترامًا لباسكوم طلبت عكس الأرقام. ارتدت شارد هيوستن لاحقًا الرقم 24.
اعتبارًا من عام 2009، يعد متوسط تسجيل باسكوم المهني البالغ 18.1 لكل لعبة هو الأعلى بين جميع لاعبي فريق هاسكيز. معدل تسجيلها البالغ 22.6 في 1988–89 هو أعلى معدل تسجيل في موسم واحد بين جميع لاعبي فريق هاسكيز. بالإضافة إلى ذلك، فهي من بين العشرة الأوائل في تاريخ فريق هاسكيز. for:
- رميات ثلاثية مهنية (161)
- متوسط الأهداف الميدانية من ثلاث نقاط (39.9٪)
- نسبة الرمية الحرة المهنية (.798)
- المرتدات المهنية (915)
- متوسط الارتداد الوظيفي (7.6)
- نقاط الموسم الواحد (680 في 90–91؛ 656 في 88–89؛ 615 في 89–90)
- متوسط التهديف لموسم واحد (22.6 في 88-89، 20.5 في 89-90، 20.0 في 90-91)
- أهداف في موسم واحد (246 في 90–91، 244 في 88–89)
- متوسط الأهداف الميدانية بثلاث نقاط لموسم واحد (.476 في 88-89)
- نفذت الرميات الحرة في موسم واحد (139 في 90-91)
- تنفيذ رميات حرة في موسم واحد (125 في 89-90)
- نسبة الرميات الحرة في موسم واحد (.837 في 90-91)

تحتل باسكوم خمسة من المراكز العشرة الأولى في أكبر عدد من النقاط في قائمة لعبة واحدة، بالإضافة إلى المراكز العشرة الأولى في العديد من فئات الألعاب الفردية الأخرى. كانت باسكوم عضوًا في الدفعة الافتتاحية (2006) في برنامج التقدير "أقوياء البنية الشرفية" لكرة السلة للسيدات بجامعة كونيتيكت.
حصلت باسكوم على جائزة خاصة في 5 فبراير 2011، كجزء من اليوم الوطني للفتيات والنساء في الرياضة. حصلت باسكوم على الجائزة تقديرًا لـ "الفرد الذي قدم مساهمات كبيرة في النهوض بالرياضة النسائية في حرم جامعة كاليفورنيا".

### إحصائيات المسيرة
| إحصائيات كيري باسكوم في جامعة كونيتيكت |     |     |      |                              |     |      |                              |     |                       |                              |     |       |     |     |    |     |       |      |       |
| سنة                                    | ز   | FG  | FGA  | معاهدة التعاون بشأن البراءات | 3FG | 3FGA | معاهدة التعاون بشأن البراءات | قدم | اتفاقية التجارة الحرة | معاهدة التعاون بشأن البراءات | REB | متوسط | أ   | ل   | ب  | س   | دقيقة | نقطة | متوسط |
| 1987–88                                | 27  | 94  | 202  | 0.465                        | 0   | 3    | 0.000                        | 38  | 56                    | 0.679                        | 147 | 5.4   | 23  | 51  | 4  | 7   | 542   | 226  | 8.4   |
| 1988–89                                | 29  | 244 | 440  | 0.555                        | 60  | 126  | 0.476                        | 108 | 139                   | 0.777                        | 237 | 8.2   | 46  | 79  | 11 | 36  | 874   | 656  | 22.6  |
| 1989-90                                | 30  | 219 | 452  | 0.485                        | 52  | 137  | 0.380                        | 125 | 154                   | 0.812                        | 271 | 9.0   | 65  | 93  | 7  | 45  | 992   | 615  | 20.5  |
| 1990–91                                | 34  | 246 | 470  | 0.523                        | 49  | 142  | 0.345                        | 139 | 166                   | 0.837                        | 260 | 7.6   | 87  | 74  | 5  | 39  | 1048  | 680  | 20.0  |
| المجاميع                               | 120 | 803 | 1564 | 0.513                        | 161 | 408  | 0.395                        | 410 | 515                   | 0.796                        | 915 | 7.6   | 221 | 297 | 27 | 127 | 3456  | 2177 | 18.1  |

### الألعاب الجامعية العالمية (1991)
لعبت باسكوم لفريق الولايات المتحدة الأمريكية، وهو واحد من ستة عشر فريقًا في دورة الألعاب الجامعية العالمية الخامسة عشرة (1991) التي أقيمت في شفيلد، إنجلترا. درب الفريق من قبل تارا فانديرفير، ومن بين زملائها ليزا ليزلي وداون ستالي. فاز فريق الولايات المتحدة بجميع المباريات الثماني التي خاضها، وحصل على الميدالية الذهبية. سجلت كيري 40 نقطة، ولعبت في ست من المباريات الثماني، وحققت عشرة من أصل سبعة عشر محاولة ثلاثية النقاط، للحصول على أفضل نسبة تسديد بثلاث نقاط بنسبة 58.8% للفريق.

## بعد الكلية
كانت كيري أول لاعب للمدرب أوريما يسافر إلى الخارج للعب كرة السلة (لم يكن هناك الاتحاد الوطني لكرة السلة النسائية في ذلك الوقت). لعبت في إسبانيا لموسم واحد. عادت إلى المنزل بعد انتهاء الموسم، وتزوجت من رجل عرفته منذ أن كان عمرها حوالي 10 سنوات. لقد كانوا معًا طوال المدرسة الثانوية والكلية. غابت كيري عن كرة السلة فذهبت إلى فرنسا لتلعب. بعد أن تزوجت لمدة عام وأدركت أنها وزوجها كانا معًا في الواقع لمدة أربعة أسابيع تقريبًا في ذلك العام بين جدولها لكرة السلة في أوروبا وساعاته التي لا نهاية لها كمحامي مبتدئ، قررت كيري أن الوقت قد حان للعودة إلى المنزل لتكون مع زوجها. عينت كيري كمدربة مساعدة لكرة السلة للسيدات في جامعة نيو هامبشاير حيث عملت لمدة خمس سنوات بدءًا من عام 1996. وتعمل كيري أيضًا كمديرة حالة بدوام كامل لشركاء المجتمع، حيث تشرف على الخدمات للأفراد الذين يبلغون من العمر 21 عامًا أو أكثر والذين يعانون من إعاقة النمو في مقاطعة سترافورد (نيو هامبشاير). بالإضافة إلى أنها تساعد في الأولمبياد الخاص. تزوجت كيري وزوجها لمدة 15 عامًا تقريبًا ولكنهما مطلقان حاليًا، على الرغم من أنهما ما زالا صديقين.

## الجوائز
- بطولة بطولة القسم الأول لكرة السلة للسيدات لعام 1991 هي الأكثر تميزًا على المستوى الإقليمي
- أفضل لاعب في الشرق الكبير لعام 1989
- أفضل لاعب في الشرق الكبير لعام 1990
- أفضل لاعب في الشرق الكبير لعام 1991
- فريق قسم كوداك الأول جميع الأمريكيين
- قاعة مشاهير كرة السلة للسيدات في كونيتيكت
- قاعة مشاهير كرة السلة في نيو إنجلاند